# Trithemis dorsalis
Espèce
Statut de conservation UICN

 LC  : Préoccupation mineure
Trithemis dorsalis  est une espèce d' odonates de la famille des Libellulidae, du genre Trithemis.

## Répartition
C'est une espèce africaine qui vit dans les pays suivants :  Afrique du Sud, Angola, République démocratique du Congo, Guinée, Kenya, Mozambique, Ouganda, Sierra Leone, Tanzanie, Zambie, Zimbabwe, et probablement le Burundi et le Malawi.

## Habitat
Zones humides de la zone subtropicale à tropicale, en zone basse et enforestée, fleuves et zones plus sèches embuissonnées.